# Hadena rivosa
Hadena rivosa är en fjärilsart som beskrevs av Hans Ström 1783. Hadena rivosa ingår i släktet Hadena och familjen nattflyn. Inga underarter finns listade i Catalogue of Life.